# Wereldkampioenschap schaken 2007
Het wereldkampioenschap schaken 2007 vond plaats in Mexico van 12 september tot en met 30 september 2007. Het toernooi werd gewonnen door Viswanathan Anand, die daarmee voor de tweede maal wereldkampioen werd.

## Eindtoernooi
De deelnemers waren:
- Vladimir Kramnik, de regerend wereldkampioen.
- Viswanathan Anand, Aleksandr Morozevitsj en Peter Svidler, de hoogst geëindigden bij het wereldkampioenschap in 2005.
- Péter Lékó, Levon Aronian, Boris Gelfand en Aleksandr Grisjtsjoek, die zich hadden gekwalificeerd in de kandidatenmatches in Elista 2007.

Veselin Topalov, de winnaar van 2005 speelde niet mee, omdat was overeengekomen dat de verliezer van de match om het wereldkampioenschap in 2006 geen recht op deelname had.
De gedetailleerde uitslagen van dit toernooi:
|              | 1   | 2   | 3   | 4   | 5   | 6   | 7   | 8   |    |
| 1.Anand      | * * | ½ ½ | ½ ½ | ½ ½ | 1 ½ | ½ 1 | 1 ½ | 1 ½ | 9  |
| 2.Kramnik    | ½ ½ | * * | ½ ½ | ½ 1 | ½ ½ | 1 0 | ½ 1 | ½ ½ | 8  |
| 3.Gelfand    | ½ ½ | ½ ½ | * * | ½ ½ | ½ ½ | 1 ½ | 1 1 | ½ 0 | 8  |
| 4.Leko       | ½ ½ | ½ 0 | ½ ½ | * * | ½ ½ | ½ 1 | 0 ½ | ½ 1 | 7  |
| 5.Svidler    | 0 ½ | ½ ½ | ½ ½ | ½ ½ | * * | 0 ½ | ½ ½ | ½ 1 | 6½ |
| 6.Morozevich | ½ 0 | 0 1 | 0 ½ | ½ 0 | 1 ½ | * * | ½ ½ | 0 1 | 6  |
| 7.Aronian    | 0 ½ | ½ 0 | 0 0 | 1 ½ | ½ ½ | ½ ½ | * * | ½ 1 | 6  |
| 8.Grischuk   | 0 ½ | ½ ½ | ½ 1 | ½ 0 | ½ 0 | 1 0 | ½ 0 | * * | 5½ |

## Kandidatenmatches
Eén plaats in de kandidatenmatches werd gereserveerd voor Rustam Kasimdzjanov, de winnaar van het wereldkampioenschap in 2004. Vijf plaatsen werden toegekend aan degenen die van juli 2004 tot januari 2005 gemiddeld de hoogste FIDE-rating hadden en zich nog niet op een andere manier hadden geplaatst. Dat waren Péter Lékó, Michael Adams, Judit Polgár, Aleksej Sjirov and Etienne Bacrot. De overige tien plaates gingen naar de hoogst-geëindigden bij de FIDE Wereldbeker 2005 die zich nog niet op een andere manier geplaatst hadden.
De kandidatenmatches werden gespeeld in Elista, van 26 mei tot 14 juni 2007. Er waren twee rondes, de winnaars in de tweede ronde plaatsten zich voor het eindtoernooi.

### Regels
De matches gingen over zes partijen. Het speeltempo was 2 uur voor 40 zetten, dan 1 uur voor 20 zetten en daarna 15 minuten voor de rest van de partij plus 30 seconden toegevoegd per zet. Als een match gelijk eindigde golden de volgende tie-break regels:
1. Vier rapidpartijen van 25 minuten plus 10 seconden toegevoegd per zet.
2. Als daarna de stand nog gelijk was: twee snelschaakpartijen met een bedenktijd van 15 minuten, plus 10 seconden toegevoegd per zet.
3. Als de stand dan nog gelijk was: een Sudden Death-partij. Dit bleek niet nodig.

### Uitslagen

#### Ronde 1
| Levon Aronian         | Magnus Carlsen      | 3 - 3   | 2 - 2  | 2 - 0 |
| Aleksej Sjirov        | Michael Adams       | 3 - 3   | 2½ - ½ |       |
| Péter Lékó            | Mikhail Gurevich    | 3½ - ½  |        |       |
| Judit Polgár          | Jevgeni Barejev     | 2½ - 3½ |        |       |
| Roeslan Ponomarjov    | Sergej Roeblevski   | 2½ - 3½ |        |       |
| Aleksandr Grisjtsjoek | Vladimir Malakhov   | 3½ - 1½ |        |       |
| Boris Gelfand         | Rustam Kasimdzjanov | 3 - 3   | 2½ - ½ |       |
| Etienne Bacrot        | Gata Kamsky         | ½ - 3½  |        |       |

#### Ronde 2
| Levon Aronian         | Aleksej Sjirov    | 3½ - 2½ |        |
| Péter Lékó            | Jevgeni Barejev   | 3½ - 1½ |        |
| Boris Gelfand         | Gata Kamsky       | 3½ - 1½ |        |
| Aleksandr Grisjtsjoek | Sergej Roeblevski | 3 - 3   | 2½ - ½ |